# Косшоки
Косшоки́ (каз. Қосшоқы) — станційне селище у складі Цілиноградського району Акмолинської області Казахстану. Входить до складу Арайлинського сільського округу.
Населення — 239 осіб (2021; 421 у 2009, 472 у 1999, 413 у 1989).
Національний склад станом на 1989 рік:
- казахи — 63 %;
- росіяни — 23 %.

Станом на 1989 рік селище називалось село Косчеку.